# Орлово (Німецький національний район)
Орло́во (рос. Орлово) — село у складі Німецького національного району Алтайського краю, Росія. Адміністративний центр Орловської сільської ради.

## Населення
Населення — 1442 особи (2010; 1633 у 2002).
Національний склад (станом на 2002 рік):
- росіяни — 67 %